# SN 2004dp
SN 2004dp – supernowa typu II-P odkryta 7 sierpnia 2004 roku w galaktyce A213352+4151. W momencie odkrycia miała maksymalną jasność 18,20m.